# Wilhelm Adelung
Wilhelm Adelung (* 17. Dezember 1867; † 1938) war ein deutscher Konteradmiral der Kaiserlichen Marine.

## Leben
Wilhelm Adelung trat am 13. April 1889 in die Kaiserliche Marine ein. 1891 kam er an Bord der Friedrich Carl und war 1907 Erster Offizier auf der Freya.
Als Korvettenkapitän war er von September 1909 bis zur Außerdienststellung im Januar 1910 Kommandant des Minenkreuzers Albatross und übernahm in gleicher Funktion von Mitte Januar 1910 bis April 1911 das Schwesterschiff der Albatross, die Nautilus, welche als Minenschulschiff eingesetzt wurde. Adelung wurde Mitglied der Schiffsprüfungskommission (Kiel) unter Konteradmiral Heinrich Sass und war ab 5. September 1911 Fregattenkapitän. Anschließend übernahm er mit der erneuten Indienststellung im April 1911 wieder die Albatross und behielt das Kommando bis September 1911.
Vom 1. April 1913 bis 16. November 1914 war er letzter Kommandant des Panzerdeckkreuzers Vineta. In dieser Position wurde er am 9. Dezember 1913 zum Kapitän zur See befördert. Im Februar 1915 übernahm er kurz die gerade als Hilfskreuzer in die Erprobung genommene Vineta. Nachdem sich diese nicht als Hilfskreuzer bewährte, war er anschließend als Referent bei der Technischen Versuchskommission. Ab April 1915 war er Kommandant des Linienschiffs Württemberg, welches als Torpedoschulschiff Verwendung fand. Anschließend war er von Februar 1917 bis Januar 1918 Kommandant des in Kiel als Wohnschiff eingesetzten Großen Kreuzers Roon. Zeitgleich war Adelung Präses der Technischen Versuchskommission. Im Januar 1918 war er kurz in Vertretung Kommandant des Großlinienschiffes Friedrich der Große. Anschließend war er bis Anfang November 1918, bevor das Schiff nach Scapa Flow verlegt wurde, Kommandant des Großlinienschiffes Kaiserin. Bis Anfang Februar 1918 hatte er u. a. beide Klassen des Eisernen Kreuzes, den Roten Adlerorden 4. Klasse, Königlichen Kronen-Orden 3. Klasse und den Komtur 2. Klasse mit Schwertern des Königlich Württembergischen Friedrichs-Ordens.
Am 7. November 1919 wurde er mit dem Charakter als Konteradmiral aus der Marine entlassen.
Adelung war mit Margarethe, geb. Kühn (1883–1982), verheiratet.